# 洛古瓦納
洛古瓦納（法語：Logouana），是馬里的城鎮，位於該國南部，由錫卡索區的庫蒂亞拉省負責管轄，處於庫佳拉以東25公里，面積118平方公里，2009年人口9,105，人口密度每平方公里77人。